# Frederick Augustus Maxse
Frederick Augustus Maxse (ur. 13 kwietnia 1833, zm. 25 czerwca 1900 w Londynie) – brytyjski wojskowy i dziennikarz.

## Życiorys
Syn Jamesa Maxse’a i lady Caroline Berkeley, córki 5. hrabiego Berkeley, młodszy brat Henry’ego, gubernatora Nowej Fundlandii.
Do Royal Navy wstąpił w 1852 r. i uzyskał rangę porucznika. Brał udział w wojnie krymskiej. W 1854 r. rozpoczął służbę na okręcie HMS "Agamemnon". W 1855 r. został awansowany do stopnia komandora i został drugim oficerem na okręcie. Był również adiutantem ds. morskich lorda Raglana po bitwie pod Almą. W latach 1855–1857 dowodził HMS "Ariel" na Morzu Śródziemnym. W 1857 r. został awansowany do stopnia kapitana. Z czynnej służby odszedł w 1867 r. W 1875 r. otrzymał stopień kontradmirała. Pięć lat później został wiceadmirałem. Wreszcie 1 lipca 1885 r. otrzymał awans na stopień admirała.
Po odejściu z czynnej służby w marynarce Maxse rozpoczął karierę parlamentarną. W 1868 r. bezskutecznie startował w wyborach do Izby Gmin w okręgu Southampton. Sześć lat później próbował w okręgu Tower Hamlets, ale z podobnym rezultatem. Zarzucił więc karierę polityczną i rozpoczął pracę jako dziennikarz. Pisał artykuły o wojnie krymskiej w National Reviewon. Pisał również na inne tematy, począwszy od reform wyborczych, poprzez równouprawnienie kobiet, aż po kwestię irlandzką. Przygotowywał pierwszą wystawę Międzynarodowego Stowarzyszenia Rzeźbiarzy, Malarzy i Grawerów w maju 1898 r.
W 1861 r. poślubił Cecilię Steel (zm. 7 lutego 1918) i miał z nią dwóch synów i dwie córki:
- Olive Hermione Maxse (zm. 16 marca 1955)
- Frederick Ivor Maxse (22 grudnia 1862 – 28 stycznia 1958)
- Leopold James Maxse (11 grudnia 1864 – 22 stycznia 1932), ożenił się z Katherine Lushington, nie miał dzieci
- Violet Georgina Maxse (1872 – 10 października 1958), żona lorda Edwarda Gascoyne-Cecila i Alfreda Milnera, 1. wicehrabiego Milner, miała dzieci z pierwszego małżeństwa